# استراتژی سرمایه‌گذاری
استراتژی سرمایه‌گذاری مجموعه‌ای از قوانین، رفتارها یا رویه‌هاست که برای راهنمایی سرمایه‌گذار در انتخاب پرتفلیوی سرمایه‌گذاری طراحی شده‌است. هر فرد، اهداف سودآوری متفاوتی دارد و مهارت‌های شخصی آن‌ها برای تاکتیک‌ها و استراتژی‌های مختلفی مناسب هستند. برخی از گزینه‌ها شامل انتخاب میان ریسک و سود است و اکثر سرمایه گذاران در جایی میان این دو گزینه قرار می‌گیرند که به امید بازگشت سرمایهٔ بیشتر، کمی خطر را می‌پذیرند.

## استراتژی‌ها
فقدان استراتژی: به سرمایه گذارانی که هیچ استراتژی ندارند، گوسفند گفته می‌شود. به افرادی با انتخاب‌های تصادفی مانند پرتاب دارت (که به زمانی بازمی‌گردد که قیمت سهام در روزنامه‌ها نوشته می‌شد)، میمون‌های چشم بسته می‌گویند [بدون منبع]. این آزمون مشهور، نتایج بحث‌برانگیزی داشت.
استراتژی‌های فعال در مقابل غیرفعال: استراتژی‌های غیرفعال مانند خرید و نگهداری و شاخص گذاری غیرفعال معمولاً برای به حداقل رساندن هزینه‌های معامله به کار می‌روند. سرمایه گذاران غیرفعال اعتقاد ندارند که می‌توان موقعیت زمانی بازار را تعیین کرد. استراتژی‌های فعال از جمله معاملهٔ مومنتوم، تلاشی برای پیشی گرفتن از شاخص‌های معیار است. سرمایه گذاران فعال اعتقاد دارند که مهارت‌هایشان بیشتر از میزان متوسط است.
معاملهٔ مومنتوم: یک استراتژی، انتخاب سرمایه‌گذاری بر اساس عملکرد گذشته‌است. سهام‌هایی که در سه تا ۱۲ ماه گذشته نرخ بازگشت بالاتری داشتند، نسبت به سهام‌هایی که نرخ بازگشت پایین‌تری داشتند، در چند ماه آینده نیز عملکرد بهتری خواهند داشت. شواهدی برای پذیرش و رد این استراتژی وجود دارد.
خرید و نگهداری: این استراتژی شامل خرید سرمایه یا سهام شرکت‌ها و نگهداری آن‌ها به مدت طولانی است. این استراتژی، یک رویکرد سرمایه‌گذاری بلند مدت بوده و بر این اساس است که بازارهای سهام در بلند مدت، علی‌رغم وجود دوره‌های صعود یا نزول، نرخ بازگشت خوبی دارند. بر اساس این دیدگاه، تعیین موقعیت زمانی بازار، یعنی اینکه یک نفر می‌تواند در قیمت پایین وارد بازار شده و سهام را در قیمت‌های بالا بفروشد، برای سرمایه گذاران کوچک صدق نمی‌کند؛ به همین دلیل بهتر است سهام را خریده و آن را نگه داشت.
استراتژی بلند/کوتاه: این استراتژی شامل انتخاب تعداد زیادی سهام و رتبه‌بندی آن‌ها بر اساس یک فاکتور آلفای مرکب است. با این رتبه‌بندی‌ها، در هر دورهٔ تعادل مجدد، بالاترین صدک سهام را خریده و پایین‌ترین صدک را می‌فروشیم.
شاخص گذاری: شاخص گذاری زمانی است که سرمایه‌گذار سبد کوچکی از تمامی سهام‌های یک شاخص بازار مانند S&P 500 یا احتمالاً شاخص صندوق سرمایه‌گذاری مشترک یا صندوق سرمایه‌گذاری قابل معامله در بورس (ٍETF) را می‌خرد. اگر این سهام برای مدت طولانی نگه داشته شود، یک استراتژی غیرفعال بوده و اگر از شاخص برای ورود و خروج سریع به بازار استفاده شود، یک استراتژی فعال خواهد بود.
معاملهٔ سهام‌های جفت: این استراتژی شامل شناسایی جفت سهام‌های مشابه و انتخاب ترکیب خطی قیمت آن‌هاست تا یک سریِ زمانیِ ثابت به دست آید. پس از آن می‌توانیم مقیاس Z آلتمن را برای سیگنال ثابت محاسبه کرده و با فرض بازگشت میانگین، دست به معامله بزنیم: بالاترین دارایی را فروخته و پایین‌ترین دارایی را بخریم.
ارزش در مقابل رشد: استراتژی سرمایه‌گذاری ارزش به ارزش ذاتی یک شرکت توجه کرده و سرمایه گذاران ارزش به دنبال سهام شرکت‌هایی هستند که از نظرشان کمتر ارزش گذاری شده‌اند. استراتژی سرمایه‌گذاری رشد به پتانسیل رشد یک شرکت توجه می‌کند. زمانی که شرکتی نسبت به شرکت‌های دیگر صنعت یا کل بازار، سود رشد مورد انتظار بیشتری داشته باشد، برای سرمایه گذاران رشد که به دنبال حداکثر کردن سود سرمایهٔ خود هستند، جذاب خواهد بود.
سرمایه‌گذاری رشد سود سهام: این استراتژی شامل سرمایه‌گذاری در سهام یک شرکت بر اساس سود سهام تقسیمی پیش‌بینی شده در آینده است. شرکت‌هایی که سود ثابت و قابل پیش‌بینی پرداخت می‌کنند، قیمت‌های سهامشان تغییر کمتری دارند. شرکت‌های معتبر که سود سهام پرداخت می‌کنند، تلاش می‌کنند تا سالانه سود سهام پرداختی خود را افزایش دهند. به شرکت‌هایی که به مدت ۲۵ سال پیاپی این سود را افزایش می‌دهند، اشراف‌زادگان سود سهام می‌گویند. سرمایه گذارانی که مجدداً این سود را سرمایه‌گذاری می‌کنند، چه به‌طور مستقیم و چه از طریق یک برنامهٔ سرمایه‌گذاری مجدد سود سهام (DRIP)، می‌توانند در بلند مدت از بهرهٔ مرکب سرمایه‌گذاری‌شان استفاده کنند.
میانگین سازی هزینه به دلار: هدف این استراتژی، کاهش ریسک زیان قابل توجه هنگام سرمایه‌گذاری کل سرمایه پیش از سقوط بازار است.
سرمایه‌گذاری خلاف گرا: این استراتژی شامل انتخاب شرکت‌های خوب هنگام ارزان بودن بازار و خرید مقدار زیادی از سهام آن شرکت برای کسب سود بلند مدت است. هنگام رکود اقتصادی، فرصت‌های خوبی برای خرید سهام خوب با قیمتی معقول وجود دارد؛ اما چه چیزی باعث خوب بودن یک شرکت برای سهامداران می‌شود؟ یک شرکت خوب، شرکتی است که مزیت رقابتی پایدار دارد؛ یعنی جایگاه بازار یا برندی دارد که رقبا به آسانی نمی‌توانند به آن دست یابند یا اینکه منبع کمیابی را در اختیار دارد. چند مثال از شرکت‌هایی که این معیارها را دارند در بخش بیمه، نوشیدنی‌های بدون الکل، کفش، شکلات، ساخت و ساز خانه، لوازم منزل و موارد دیگر است. می‌بینیم که هیچ چیز «خیالی» یا خاصی در این حوزه‌های سرمایه‌گذاری وجود ندارد؛ همگی ما روزانه از آن‌ها استفاده می‌کنیم. هنگام انتخاب نهایی شرکت، باید متغیرهای بسیاری را در نظر گرفت. برخی از این متغیرها عبارتند از:
- شرکت باید در یک صنعت در حال رشد باشد.
- شرکت نباید در رقابت آسیب‌پذیر باشد.
- درآمد شرکت باید سیر صعودی داشته باشد.
- نرخ بازگشت سرمایهٔ شرکت باید ثابت و مداوم باشد.
- شرکت باید برای تعدیل قیمت‌ها با تورم، انعطاف‌پذیر باشد.

شرکت‌های کوچکتر: شرکت‌هایی با اندازهٔ متوسط از گذشته نسبت به شرکت‌های بزرگ در بازار سهام، عملکرد برتری داشته‌اند. حتی شرکت‌های کوچکتر نیز بازگشت سرمایهٔ بالاتری داشته‌اند. بهترین بازگشت نسبت به مقدار سهام بازار متعلق به شرکت‌های خرد بوده‌است. سرمایه گذارانی که از این استراتژی استفاده می‌کنند، سهام شرکت‌ها را بر اساس اندازهٔ کوچک سرمایه در بازار سهام خریداری می‌کنند. وارِن بافِت، یکی از بزرگترین سرمایه گذاران، با ترکیب این استراتژی با سرمایه‌گذاری ارزش، از ابتدای کارش درآمد کسب می‌کرد. او سهام شرکت‌های کوچکی را که نسبت P/E پایین و دارایی بالایی نسبت به کل سرمایه داشتند، می‌خرید.